# Luidia patriae
Luidia patriae is een kamster uit de familie Luidiidae.
De wetenschappelijke naam van de soort werd in 1941 gepubliceerd door Bernasconi.